# Daniel Ekmark
Daniel Ekmark (tidigare Wäström), född 7 april 1687 i Eksjö, död 18 juni 1764 i Törnevalla socken, var en svensk präst.

## Biografi
Daniel Ekmark föddes 7 april 1687 på Skifverstad i Eksjö landsförsamling, Eksjö. Han var son till bonden Per Jonsson och Eva Danielsdotter. Ekmark blev 1712 student vid Uppsala universitet och prästvigdes 8 september 1718. Han blev 1728 hospitalspredikant i Norrköping och 1738 kyrkoherde i Törnevalla församling. Ekmark avled 18 juni 1764 i Törnevalla socken.
Ett porträtt av Ekmark finns bevarat i Törnevalla kyrka.

### Familj
Ekmark gifte sig 1724 med Catharina Kraft (1695–1773). Hon var dotter till kyrkoherden Laurentius Laurentii Kraft i Frinnaryds socken. De fick tillsammans barnen Lars, Petrus (1727–1771), Johan (född 1731), Carl Daniel (1734–1789), Eva (1737–1738) och Jacob (född 1739).